# Conțești (gmina w okręgu Teleorman)
Conțești – gmina w Rumunii, w okręgu Teleorman. Obejmuje tylko jedną miejscowość Conțești. W 2011 roku liczyła 3479 mieszkańców. 